# Les Dents du dragon, tome 1
Les Dents du dragon (De Tanden van de Draak) est le septième tome de la série de bande dessinée néerlandaise Franka et la première partie de l'histoire constituée de diptyque, créé par l'auteur Henk Kuijpers pour l'hebdomadaire néerlandais Eppo no 21 en 1982 avant de l'éditer en album cartonné par l'éditeur Oberon en 1984.
En France, il est traduit par Jean-Pierre Mercier et Franck Reichert et publié en album cartonné par Les Humanoïdes Associés en septembre 1987 dans la collection Eldorado.

## Descriptions

### Résumé
Au port du Groterdam se traîne Franka cherchant un détendeur pour son matériel de plongée sous-marine parmi les brocanteurs et comptant de se rendre dans un quartier, rue Basse. Sans le savoir, elle croise à tout hasard une femme chinoise qui, justement, recherche aussi cette rue. Arrivée à la destination voulue, comme le vendeur l'a recommandé bien qu'il soit occupé, Franka fouille elle-même à l'arrière-boutique sans succès, mais, joyeuse surprise, elle fait une découverte. Une fois payé, elle sort au moment où rentre la mystérieuse chinoise. Ahurie, elle se précipite vers elle sans se faire remarquer et la poursuit pour récupérer cette découverte s'agissant le Yai-Tsu de Chantan-Fu.
Alors que Franka s'offre à boire dans un grand hôtel, la Chinoise se place derrière elle afin de prendre l'article avec discrétion. Raté ! À cause du chien désobéissant, la serveuse se heurte à la laisse, faisant renverser cafés bouillants et gâteaux sur l'héroïne. Cette dernière, mécontente, est invitée à prendre un bain dans une des suites du Grand Hôtel en attendant ses vêtements rafraîchis. Vingt minutes plus tard, Franka est encore dans son bain lorsque la femme de chambre ramène ses affaires, mais subitement assommée par la Chinoise. Franka, toujours dans la baignoire, entend un vacarme et aperçoit la Chinoise en train de voler son achat avant de fuir. Vite vêtue, elle tente de l'attraper dans une course folle en passant au toit du Grand Hôtel où, à la suite d'une bagarre à mains nues, elle faillit tomber dans le vide. La voleuse court toujours jusqu'au bâtiment voisin qu'est le cinéma. La bagarre mène dans une des salles vide, jusqu'à ce que la Chinoise tombe inconsciente. Les personnels du cinéma ayant entendu le bruit bizarre au-dessus d'eux gagnent la salle à l'instant où Franka n'ait eu le temps d'identifier son adversaire et prend fuite.
Grâce à la sortie privée de la boîte de nuit, Franka parvient à l'échapper. Elle se repose dans un café, tout en réfléchissant pourquoi la Chinoise lui confisque son parquet. Elle se rend compte qu'elle a oublié sa veste à l'hôtel, avec sa carte à l'intérieur. La Chinoise connait désormais son nom et son adresse grâce à ses matériels d'espionnage. Franka téléphone à son collègue Jarko de récupérer ses affaires chez elle.
L'héroïne se rend en taxi dans un villa du professeur Aadelaar, nom découvert dans un annuaire téléphonique alors qu'elle cherchait un paléontologue pour comprendre pourquoi son objet est à ce point dangereux. Au même moment, sans savoir que la Chinoise est déjà arrivée avant lui, Jarko quitte l'appartement de Franka avec les affaires féminins.
Le professeur Ava Aadelaar s'explique que l'objet vaut une fortune. C'est une collection Xanadu, le légendaire musée de Kublai Khan…

### Personnages
- Franka, la secrétaire avant d'être l'héroïne.
- Ava Aadelaar, professeur paléontologue.
- Maï Maï,
- Bars, un Bulldog, le chien de Franka.
- Jarko Jansen, employé du musée du crime dont Franka était secrétaire.
- Professeur Pierro Pirandello, assistant de Huntington.
- Hubert George Huntington
- Kublai Khan, prince de l'empereur de la Chine et la Mongolie.

### Lieux
- Groterdam
- Xanadu
- Londres
- Himalaya
- Asie
- Hong Kong
- Venise
- Manille
- Amak

## Album
Aux Pays-Bas
- 7 De Tanden van de Draak, Oberon, 1984
Scénario et dessin : Henk Kuijpers - (ISBN 90-320-3060-4)

En France
- 4 Les Dents du dragon, tome 1, Les Humanoïdes Associés, Eldorado, 1987
Scénario et dessin : Henk Kuijpers - (ISBN 2-7316-0488-3)